# Zlata (Prokuplje)
Pour les articles homonymes, voir Zlata.
Zlata (en serbe cyrillique : Злата) est un village de Serbie situé dans la municipalité de Prokuplje, district de Toplica. Au recensement de 2011, il comptait 137 habitants.

## Démographie
| 1948 | 1953 | 1961 | 1971 | 1981 | 1991 | 2002 | 2011 |
| ---- | ---- | ---- | ---- | ---- | ---- | ---- | ---- |
| 693  | 698  | 589  | 417  | 351  | 284  | 205  | 137  |

|  |